# La Campesina
La Campesina är en ort i Mexiko.   Den ligger i kommunen Miacatlán och delstaten Morelos, i den sydöstra delen av landet, 80 km söder om huvudstaden Mexico City. La Campesina ligger 1 013 meter över havet och antalet invånare är 280.
Terrängen runt La Campesina är kuperad åt nordväst, men åt sydost är den platt. Runt La Campesina är det ganska tätbefolkat, med 116 invånare per kvadratkilometer. Närmaste större samhälle är Temixco, 17,1 km nordost om La Campesina. I omgivningarna runt La Campesina växer huvudsakligen savannskog.